# George Alexander Ballard
Pour les articles homonymes, voir Ballard.
George Alexander Ballard, né le 7 mars 1862 et mort le 16 septembre 1948, est un officier de la Royal Navy et un historien britannique. Il sert pendant 46 ans et termine sa carrière avec le grade d'Admiral.

## Biographie
Fils aîné du général John Archibald Ballard (1829–1880), et de sa femme Joanna Scott-Moncrieff, la fille de Robert Scott-Moncrieff, George Alexander Ballard naît à Malabar Hill, Bombay le 7 mars 1862. Il est nommé aide de camp naval du Roi en mai 1913.
Après une carrière de 46 ans dans la Royal Navy il prend sa retraite avec le grade de Vice-Admiral en 1921 et est promu au rang d'Admiral sur la Retired List en 1924.
Pendant les années 1930, il contribue à deux importantes séries d'articles techniques traitant des navires de guerre de la marine victorienne, dans le trimestriel Mariner's Mirror, une série sur les cuirassés (qui sera publiée sous la forme d'un livre, sous le titre de The Black Battlefleet) et une série sur les navires de moindre importance.

## Publications
- (en) The Influence of the Sea on the Political History of Japan, John Murray, Londres, 1921 ;
- (en) America and the Atlantic, Duckworth & Co, Londres, 1923 ;
- (en) Rulers of the Indian Ocean, Duckworth & Co, Londres, 1927 ;
- (en) The Black Battlefleet, Nautical Publications Company, 1980.

### Sources et bibliographie
- (en) Cet article est partiellement ou en totalité issu de l’article de Wikipédia en anglais intitulé « George Alexander Ballard » (voir la liste des auteurs).
- (en) Correspondence and papers, MS 80/200 NRA 20623 ; National Maritime Museum
- (en) Memoirs, 1988/89 ; Royal Navy Museum, Portsmouth
- (en) Bombay Almanac
- (en) The Times, 18 septembre 1948, p. 4
- (en) The Times, 28 septembre 1948, p. 7
- (en) A. J. Marder, From the Dreadnought to Scapa Flow : The Royal Navy in the Fisher Era, 1904–1919, 5 vol., 1961–1970
- (en) S. W. Roskill, Hankey, Man of Secrets, 3 vols., 1970–1974
- (en) N. A. Lambert, Sir John Fisher's Naval Revolution, 1999